# Nicotiana glauca
Il tabacco glauco (Nicotiana glauca Graham, 1828) è una pianta della famiglia Solanacee, originaria del Sud America.

## Descrizione
È una pianta legnosa, a forma di arbusto ascendente, spesso a più steli, alto più di 2 m presentante un fusto glabro a corteccia scura. I rami giovani e le foglie, alterne, coriacee, sono di colore verde-azzurino, il nome "glauco" (azzurrino) deriva da ciò.
I fiori tubulosi, gialli, sono disposti in pannocchie apicali. Il frutto è una capsula contenente numerosissimi semi marroni. 

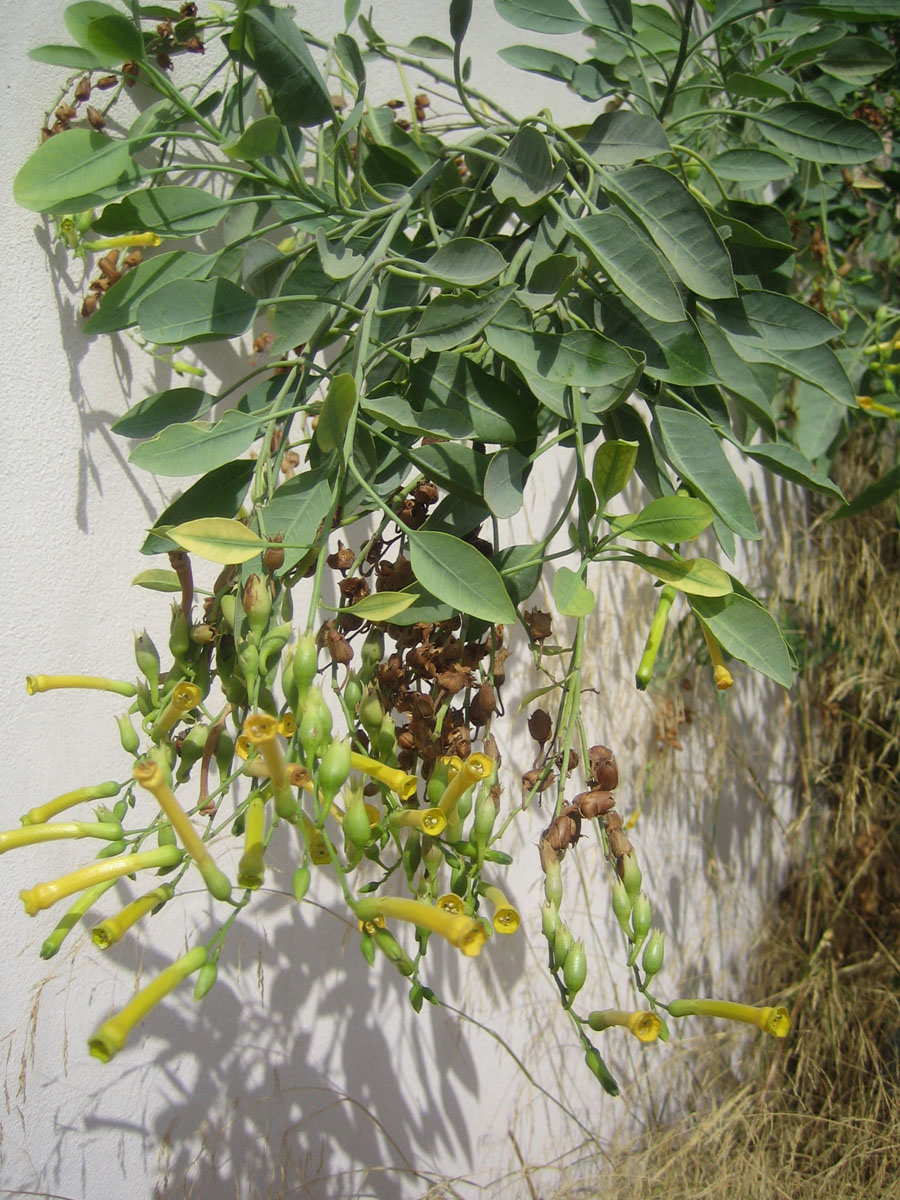
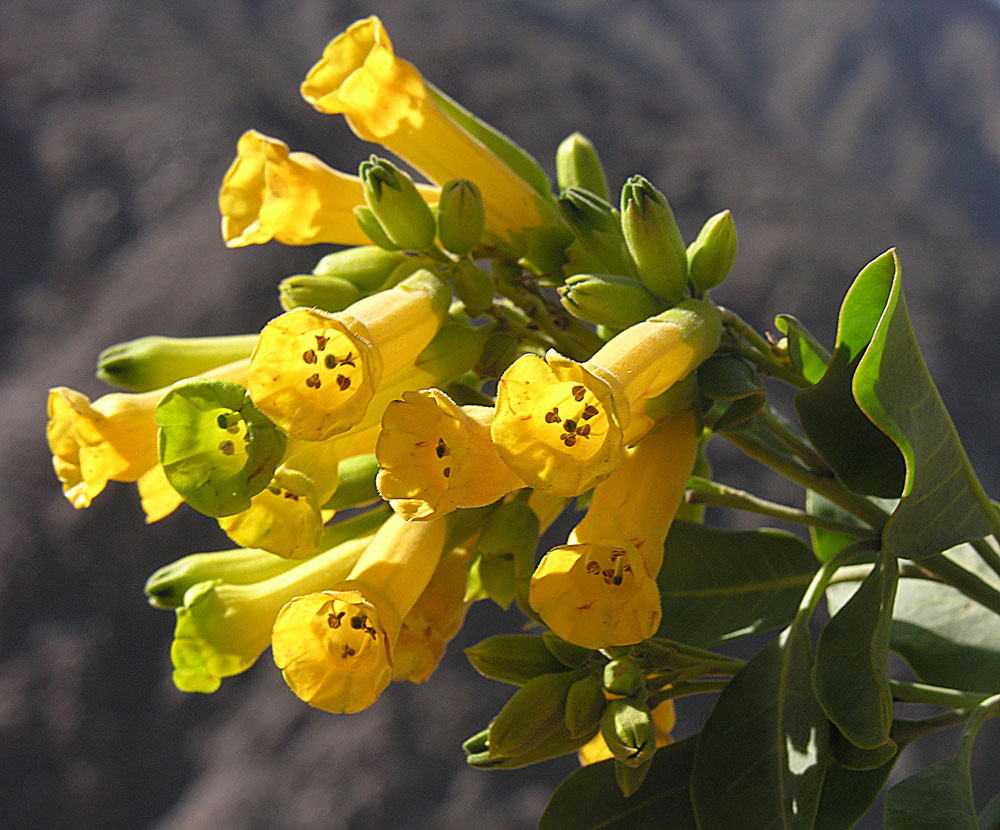
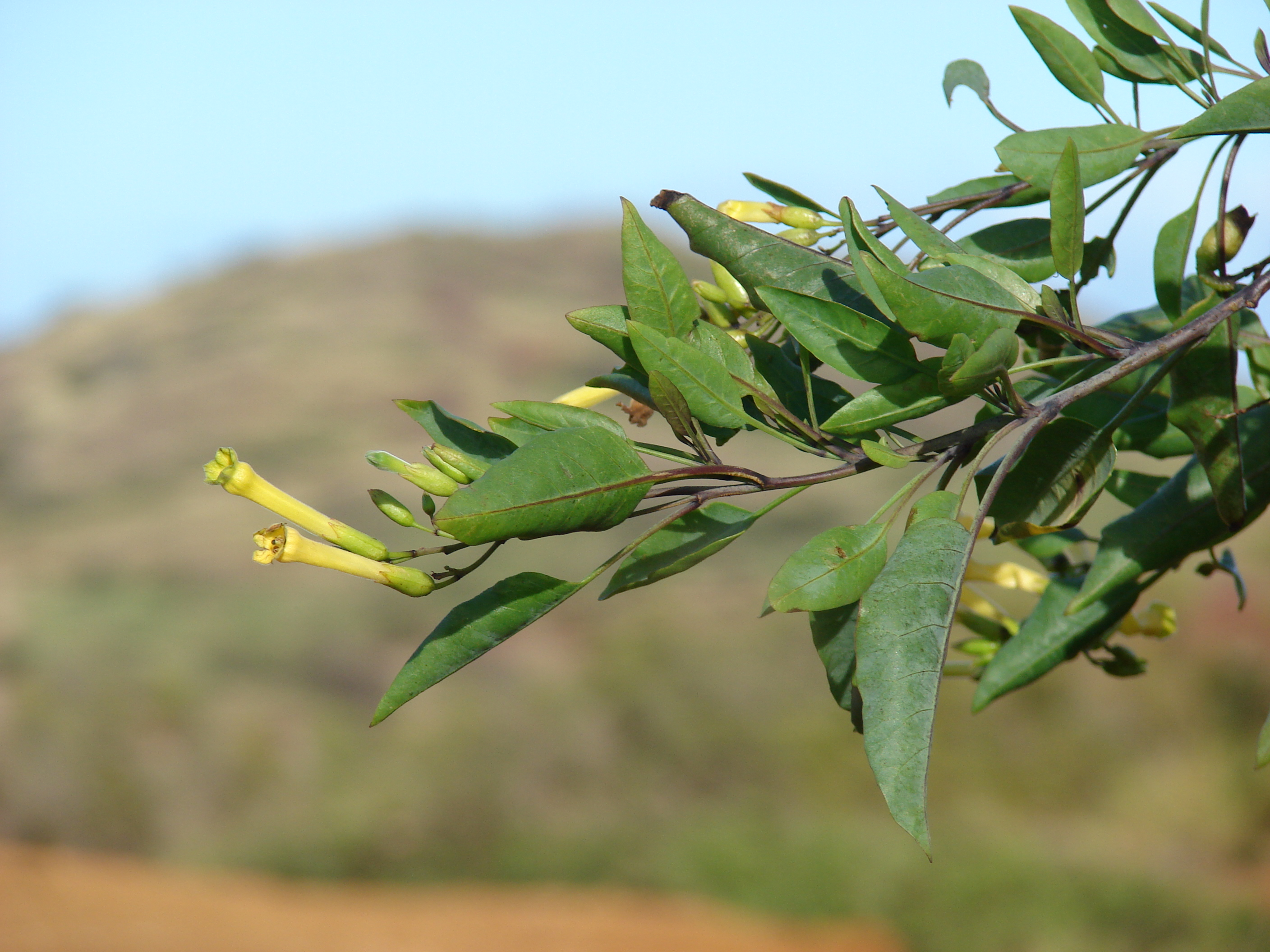

## Distribuzione e habitat
La specie è originaria del Sud America (Bolivia, Brasile, Paraguay, Uruguay, Argentina e Cile), ma ormai è divenuta una specie naturalizzata in molte aree del mondo.
La pianta è naturalizzata anche in Italia, in zone calde, nei greti dei torrenti, e nelle scarpate ferroviarie.

## Proprietà ed usi
Le foglie di questa pianta vengono fumate dai nativi americani. I Cahuilla ne usano le foglie insieme a quelle delle altre specie del genere Nicotiana per curare gonfiori, ematomi, ferite e infiammazioni. 
L'ingestione delle foglie di Nicotiana glauca può essere fatale poiché contenenti anabasina, un alcaloide tossico.